# لودمیلا ایوانوا
لودمیلا ایوانوونا ایوانوا (روسی: Людмила Ивановна Иванова؛ زادهٔ ۲۲ ژوئن ۱۹۳۳) بازیگر اهل اتحاد جماهیر شوروی است.
از فیلم‌ها یا برنامه‌های تلویزیونی که وی در آن نقش داشته است، می‌توان به نامت را به‌خاطر بسپار، مرشد و مارگاریتا و عشق اداری اشاره کرد.
او بابت هنرنمایی‌هایش، برنده جوایز گوناگونی شده است که از آن میان، می‌توان به جایزه هنرمند مردمی اتحاد جماهیر شوروی اشاره کرد.